# Inter-Agency Space Debris Coordination Committee
Lo Inter-Agency Space Debris Committee (IADC, Comitato inter-agenzia per i detriti spaziali) è un'associazione internazionale a cui partecipano varie agenzie spaziali di tutto il mondo con lo scopo di affrontare il problema dei detriti spaziali.
Le agenzie che ne fanno parte sono:
- Agenzia Spaziale Italiana (ASI, Italia)
- Centre National d'Études Spatiales (CNES, Francia)
- Agenzia Nazionale Cinese per lo Spazio (CNSA)
- Agenzia spaziale canadese (CSA, Canada)
- Deutsches Zentrum für Luft- und Raumfahrt (DLR, Germania)
- Agenzia spaziale europea (ESA)
- Indian Space Research Organisation (ISRO, India)
- Agenzia Spaziale Giapponese (JAXA, Giappone)
- National Aeronautics and Space Administration (NASA, Stati Uniti)
- Agenzia Spaziale Ucraina (NSAU)
- Agenzia Russa per l'aviazione e lo spazio (ROSCOSMOS)
- Agenzia Spaziale del Regno Unito (UKSA, Regno Unito)